# أناتولي سافين
اناتولي سافين (الروسية: Анатолий) (و. 1920 – 2016 م) هو عالم من روسيا، الاتحاد السوفيتي . ولد في أوستاشكوف .
وهو عضو في الأكاديمية الروسية للعلوم.
توفي في موسكو .

## التعليم
تعلم في جامعة موسكو التكنولوجية

## جوائز
حصل على جوائز منها:
- Order For Services to the Fatherland 2nd degree (2010)
- Russian Federation Presidential Certificate of Gratitude (2006)
- Order For Services to the Fatherland 3rd degree (1995)
- بطل العمل الاشتراكي (1976)
- وسام لينين (1976)
- وسام لينين (1971)
- وسام الراية الحمراء من حزب العمال (1956)
- وسام لينين (1951)
- وسام الراية الحمراء من حزب العمال (1949)
- وسام لينين (1945)
- وسام الراية الحمراء من حزب العمال (1944)
- وسام الحرب الوطنية من الدرجة 2 (1944)
- وسام "العمل الشجاع في الحرب الوطنية العظمى 1941-1945
- Order For Services to the Fatherland 2nd degree
- Order For Services to the Fatherland 3rd degree
- جائزة الدولة السوفيتية
- جائزة الاتحاد السوفييتي الحكومية.